# Parachilades titicaca
Parachilades titicaca är en fjärilsart som beskrevs av Gustav Weymer 1890. Parachilades titicaca ingår i släktet Parachilades och familjen juvelvingar. Inga underarter finns listade i Catalogue of Life.